# Troya riveti
Espèce
Synonymes
- Peladoius riveti Roewer, 1914
- Prostygnellus riveti Roewer, 1914

Troya riveti est une espèce d'opilions laniatores de la famille des Nomoclastidae.

## Distribution
Cette espèce est endémique de la province de Carchi en Équateur. Elle se rencontre vers Troya et El Pelado.

## Description
Le mâle syntype mesure 4,5 mm.

## Systématique et taxinomie
Cette espèce a été décrite par Roewer en 1914.
Peladoius riveti et Prostygnellus riveti ont été placées en synonymie par Villarreal et Kury en 2023.

## Étymologie
Cette espèce est nommée en l'honneur de Paul Rivet.

## Publication originale
- Roewer, 1914 : « Arachnida Opiliones. » Mission du Service Géographique de l'armée pour la mesure d'un Arc de Méridien Équatorial en Amérique du Sud, Gauthier-Villars et Cie, Paris, vol. 10, no 2, p. 121–141 (texte intégral).